# Telstar
El  Telstar  va ser el primer satèl·lit artificial de telecomunicacions comercial del món, i va ser posat en òrbita terrestre pels Estats Units. Va ser llançat el 10 de juliol de 1962 per un coet Delta, i estava dissenyat per retransmetre televisió, telèfon i dades de comunicacions a alta velocitat.
Es va llançar un segon  Telstar  el 7 de maig de 1963.

## Especificacions

### Telstar 1
- Massa: 77 kg
- Perigeu: 945 km
- Apogeu: 5643 km
- Inclinació orbital: 44,8 graus
- Període: 157,8 minut s

### Telstar 2
- Massa: 79 kg
- Perigeu: 972 km
- Apogeu: 10.802 km
- Inclinació orbital: 42,7 graus
- Període: 225,3